# Statusinkonsistenz
Statusinkonsistenz, Statusinkongruenz oder Statusdiskrepanz (Gegenteil: Statuskonsistenz oder Statuskongruenz) liegt vor, wenn eine Person bezüglich ihres sozialen Status auf verschiedenen Rangdimensionen einen unterschiedlich hohen Rangplatz einnimmt.

## Lenski
Gerhard Lenski wählte zur Messung vier unterschiedliche Rangdimensionen (vertikale Hierarchien) aus, einerseits aufgrund der Bedeutung für das nationale Schichtungssystem, andererseits wegen der Datenzugänglichkeit: Einkommen, Beruf, Bildungsniveau, ethnische Abstammung.
Er geht von der These aus, dass der Mensch seine Bedürfnisse maximal zu befriedigen strebt, auch wenn dies auf Kosten seiner Mitmenschen geht. Ein Mensch mit inkonsistenten Statusrangplätzen wird es daher in einer dafür relevanten Handlungssituation vorziehen, im Zweifelsfall seinem höheren Status gemäß aufzutreten. Seine Interaktionspartner hingegen werden es vorziehen, ihn seinem niedrigeren Rangplatz gemäß zu behandeln. Es ist dann leicht vorauszusehen, dass eine solche Situation zu wechselseitiger Frustration und Stress führen wird.

## Kerscheke-Risch
Der Versuch der Replizierbarkeit der Ergebnisse von Lenski führte zu zahlreichen Studien mit widersprüchlichen Ergebnissen. 1990 führte Pamela Kerscheke-Risch eine Untersuchung durch, in der sie die widersprüchlichen Ergebnisse der Statusinkonsistenztheorie mit Zahlen des ALLBUS von 1980 und 1986 zu erklären versuchte. In diesem Zusammenhang unterschied sie beschreibend, nicht bewertend zwischen positiver und negativer Statusinkonsistenz nach der Richtung der Abweichung. Mit ihrer Studie wies sie nach, dass nur negative Statusinkonsistenz zu liberal/progressivem Wahlverhalten führt und dass pauschale Urteile, wonach Statusinkonsistenz generell zu Stress und zu progressiv/liberalem Wahlverhalten führt, unzutreffend sind. Aber auch bei denjenigen mit negativer Statusinkonsistenz fanden sich zwei entgegengesetzte Verhaltenstendenzen: Einerseits die Neigung zu politischem Protest, andererseits die Neigung zu Desinteresse und Apathie. Die genannten Auswirkungen zeigten sich unabhängig davon, ob die Personen ihre objektive Statusinkonsistenz subjektiv wahrnahmen oder nicht.

## Malewski
Andrzej Malewski richtet sein Augenmerk beim Feststellen von „Statuskongruenz“ auf die Diskrepanz zwischen den von einer Person präsentierten Statusfaktoren und den normativen Erwartungen, die sein soziales Umfeld diesbezüglich hegt.
In einer Gesellschaft, die es zur Norm macht, dass man dem anderen immer überlegen sein soll, wird Statusinkonsistenz den davon Betroffenen die Interaktion außerhalb der eigenen Primärgruppen verleiden. Eine Hypothese lautet, dass sie vermehrt dazu tendieren, das betreffende Schichtungssystem und die dieses legitimierende politische Ordnung in Frage zu stellen.
Das Konzept der Statusinkonsistenz bietet eine Möglichkeit zu erklären, warum sich Individuen, die eigentlich aufgrund bestimmter Statusmerkmale zur gesellschaftlichen Elite gezählt werden könnten, unter Umständen politisch eher mit statusniedrigen Schichten solidarisieren.

## Einzelbelege
1. ↑  Gerhard E. Lenski: Power and Privilege. A Theory of Social Stratification. McGraw-Hill New York London Sydney 1966. S. 86 ff.
2. ↑   Pamela Kerschke-Risch: Statusinkonsistenz. F.Enke Verlag, Stuttgart; Zeitschrift für Soziologie, Jg. 19, Heft 3, Juni 1990, S. 195–202
3. ↑  Andrzej Malewski: The Degree of Status Incongruence and its Effects. In: Reinhard Bendix, Seymour Martin Lipset (Hrsg.): Class, Status, and Power. Social Stratification in Comparative Perspective. Routledge Kegan Paul Ltd. London, 2. Aufl. 1966. ISBN 0-7100-1073-7. S. 304. (Nachdruck aus: The Polish Sociological Bulletin, No. 1 (7)) 1963.)